# Партизанская шапка
«Партизанская шапка», Памятный знак «Партизанская шапка» — мемориальный комплекс в память о крымских партизанах, расположен в Симферопольском районе, на 27-м километре шоссе Симферополь-Алушта 35К-002 в долине Ангары у северо-западного подножия горы Юке-Тепе. Был создан в 1963 году. Художники — Э. М. Грабовецкий и И. С. Петров, архитектор Л. П. Фруслов, скульптор — Б. Ю. Усачёв. Является объектом культурного наследия регионального значения.

## История
Работа по организации партизанского движения, формированию партизанских отрядов и подпольных организаций в Крыму была начата в июле 1941 года. По состоянию на 10 ноября 1941 года в Крыму было уже 27 партизанских отрядов, в составе которых насчитывалось 3734 человек (из них 1316 военнослужащих). 23 октября 1941 года был создан Штаб партизанского движения Крыма, руководителем штаба стал полковник А. В. Мокроусов, комиссаром — С. В. Мартынов, начштаба — Сметанин.
Два с половиной года народные мстители вели борьбу с оккупантами. Свыше 3 тыс. партизан и подпольщиков Крыма (в том числе, 1500 участников партизанского движения) были награждены орденами и медалями СССР.

### Боевая деятельность партизан на шоссе Симферополь-Алушта
В районе Ангарского перевала патриоты стали наносить врагу удары с самого начала оккупации. 23 ноября 1941 года в бой с противником вступил 3-й Симферопольский отряд. 26 ноября налёт совершили партизаны Алуштинского отряда под командованием Д. Ф. Ермакова. 9 мая 1942 года боевая группа 1-го Симферопольского отряда во главе с А. Т. Волгиным разгромила вражеское подразделение на шоссе Симферополь — Алушта. 29 июня в 15 км от Алушты группа в составе С. К. Голубятников, П. А. Кучеренко, И. П. Аптекарь из 2-го Симферопольского отряда атаковала немецкий штабной автобус, уничтожив при этом 12 гитлеровских офицеров.
Схватки в районе стратегически важной дороги происходили почти непрерывно. Враги опасались передвигаться по шоссе небольшими группами, хотя по дороге постоянно патрулировали их солдаты. Всюду пестрели плакаты: «Обстреляй поворот!», «Внимание, партизаны!». Зимой 1942 года немецкие сапёры вырубили лес вдоль дороги, оголив подступы к ней на десятки метров.

В ночь на 7 ноября 1943 года отряд под командованием О. А. Козина разгромил гарнизон в селе Чавке (с 1948 Сорокино, ныне слилось с Перевальным). Был взорван склад со взрывчаткой, заготовленной оккупантами для уничтожения дамбы Аянского водохранилища. 22 ноября три отряда 6-й бригады Северного соединения во главе с Г. Ф. Свиридовым уничтожили в бою около 60 солдат и офицеров противника, захватил пленных и значительное количество вооружения. В конце ноября отряды 1-й и 6-й бригад под общим командованием Ф. И. Федоренко совершили налёт на вражеский гарнизон в селе Шумха́й (с 1945 года Заречное), разгромили штаб, два склада с боеприпасами и горючим. На боевом счету партизан около 180 уничтоженных фашистов.

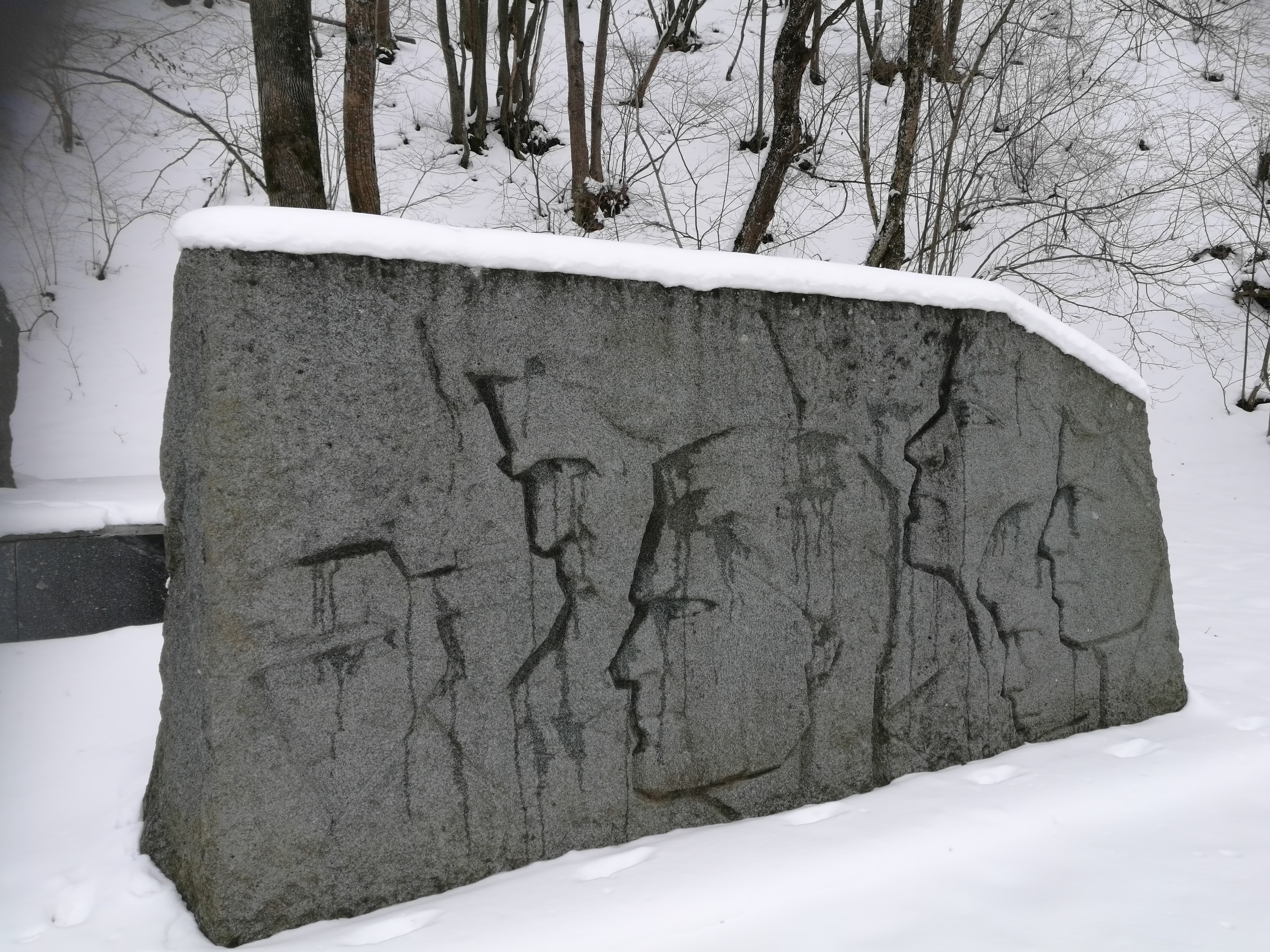
Стела с барельефами бойцов
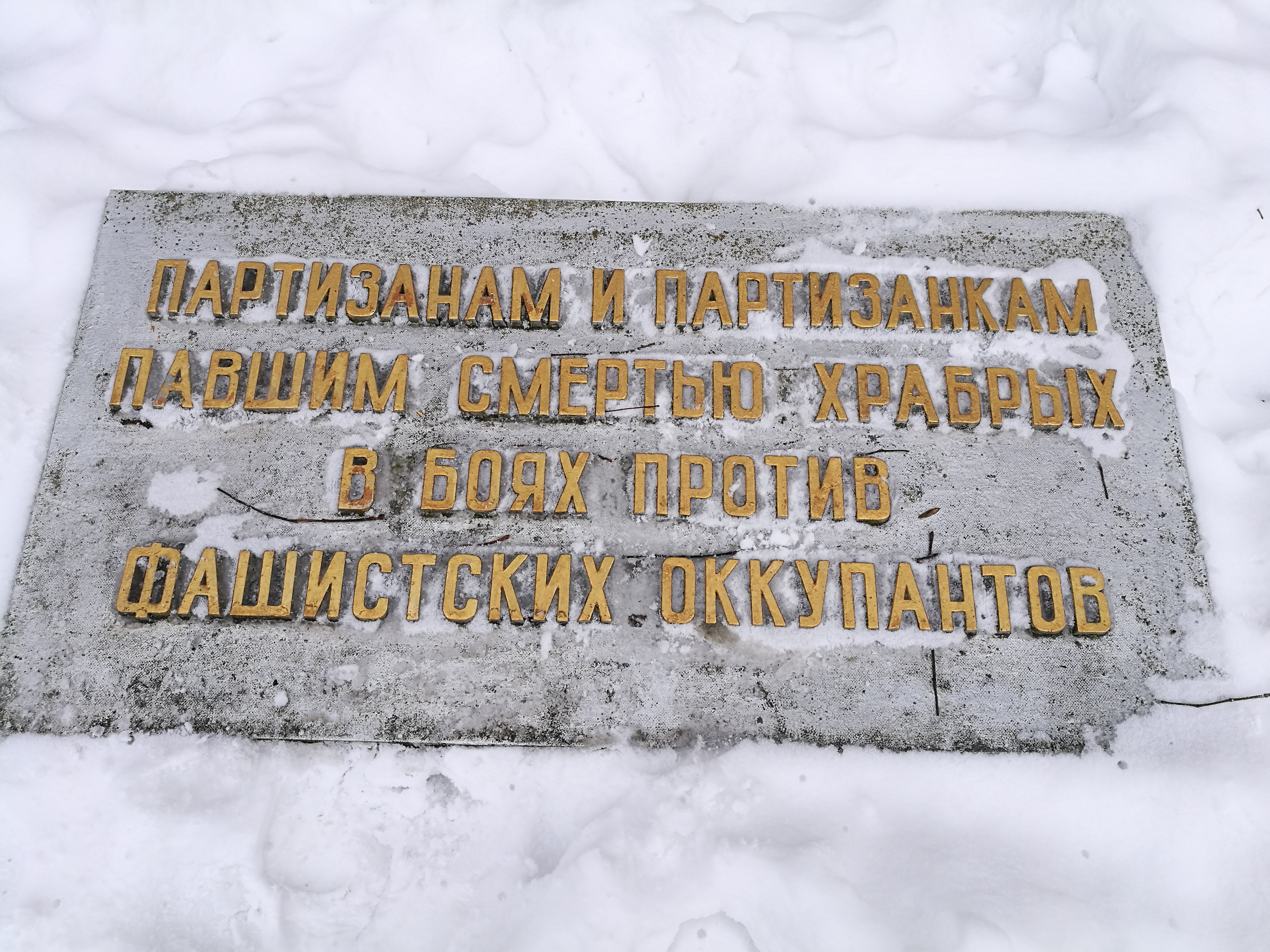
Посвящение
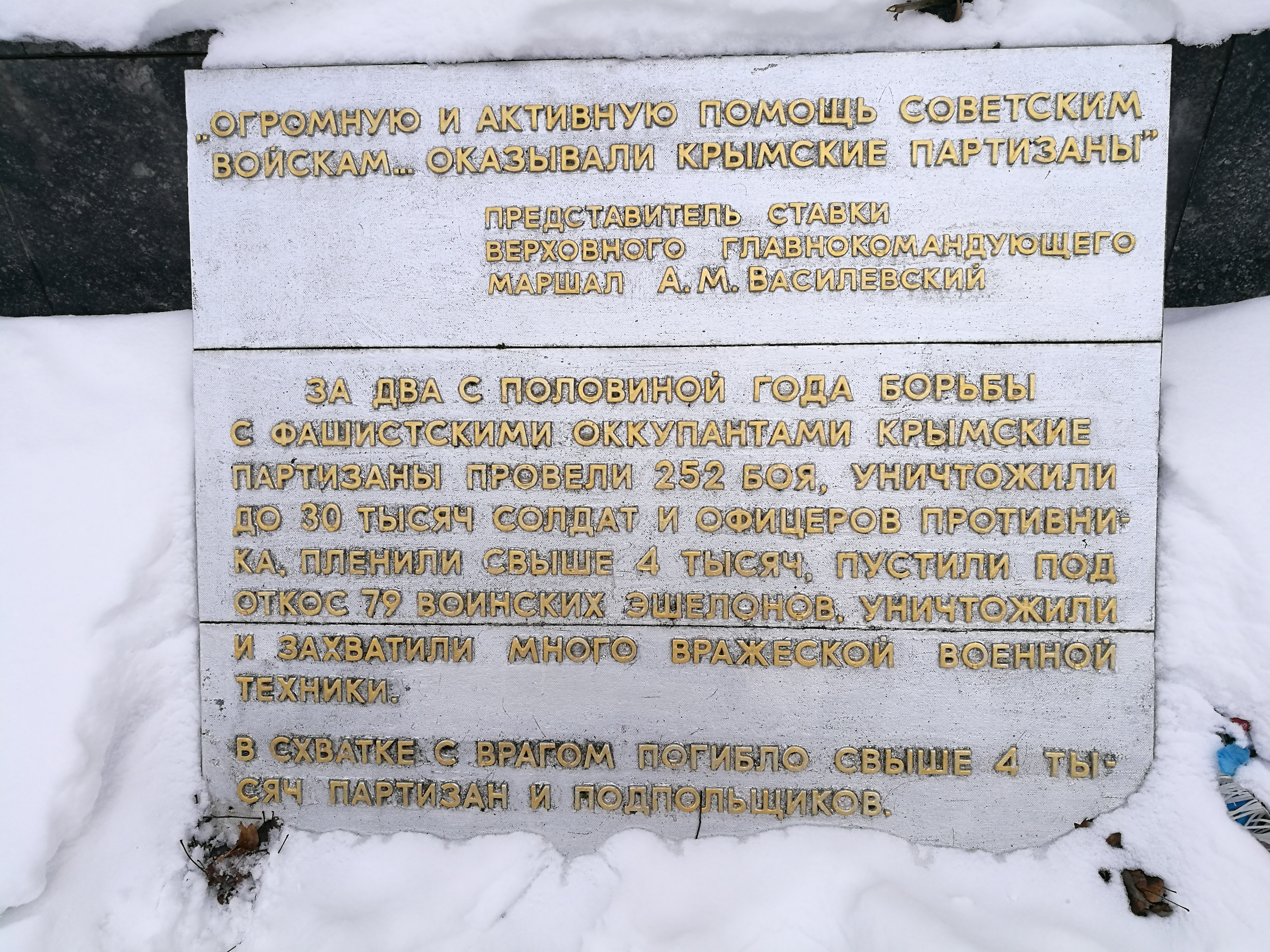
Боевой вклад крымских партизан
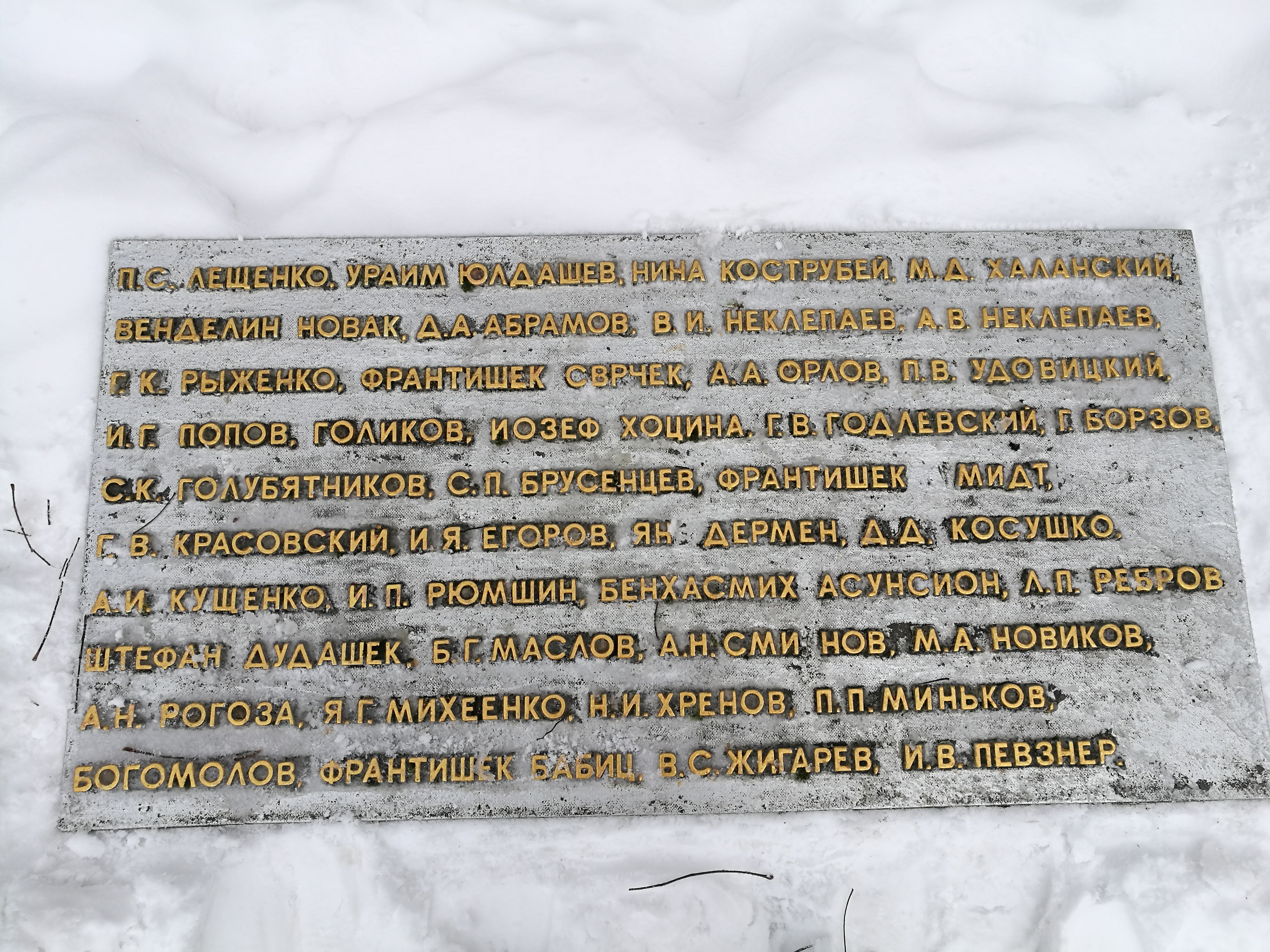
Имена героев

## Памятник
В 1962—1963 году за селом Перевальным, на 27-м километре шоссе слева от дороги, вблизи места, где её пересекала партизанская тропа, был сооружён памятник крымским партизанам «Партизанская шапка». Торжественно открыт 21 июня 1963 года. Идея создания мемориала принадлежала комиссару Северного соединения Н. Д. Луговому. Авторы проекта — художники Э. М. Грабовецкий (в годы войны участник партизанского движения в Крыму) и И. С. Петров, архитектор Л. П. Фруслов. Скульптор-исполнитель — Б. Ю. Усачёв. Памятник построен каменотёсами треста «Юждорстрой».
Историко-архитектурная композиция представляет собой мемориальный комплекс вписанный в рельеф местности слева от шоссе сразу после пересечения им долины речки Курлюк-Су, по которой в годы войны проходила важнейшая тропа, связывающая Южное и Северное соединения партизан Крыма. Это каменная диоритовая глыба, очертаниями напоминающая папаху. Наискось её пересекает полоса красного полированного мрамора. Слева от стоящей на небольшом возвышении конусообразной глыбы установлена плита с надписью «Партизанам и партизанкам павшим смертью храбрых в боях против фашистских оккупантов» и цитата маршала А. М. Василевского, справа — стела с рельефными изображениями партизан. Имена 26 партизан запечатлены на памятнике. Среди них — русские Александр Старцев и Владимир Мамсуев, украинцы Василий Бартоша и Пётр Лещенко, грузин Акакий Творадзе, испанец Бенхасмих Асунсион, словаки Венделин Новак, Франтишек Шмидт и другие солдаты словацкой Быстрой дивизии (словацк. Rýchla divízia) которые 1943 году перешли на сторону партизан и боролись против общего врага.
П. С. Лещенко
Ураим Юлдашев
Нина Кострубей
М. Д. Халанский
Венделин Новак
Д. А. Абрамов
В. И. Неклепаев
А. В. Неклепаев
Г. К. Рыженко
Франтишек Сврчек
А. А. Орлов
П. В. Удовицкий
И. Г. Попов
Голиков
Иозеф Хоцина
Г. В. Годлевский
Г. Борзов
С. К. Голубятников
С. П. Брусенцев
Франтишек Мидт
Г. В. Красовский
И. Я. Егоров
Ян Дермен
Д. Д. Косушко
А. И. Кущенко
И. П. Рюмшин
Бенхасмих Асунсион
Леонид Петрович Ребров
Штефан Дудашек
Б. Г. Маслов
А. Н. Смирнов
М. А. Новиков
А. Н. Рогоза
Я. Г. Михеенко
Н. И. Хренов
П. П. Миньков
Богомолов
Франтишек Бабиц
В. С. Жигарев
И. В. Певзнер
С 20 декабря 2016 года памятник является объектом культурного наследия регионального значения.

## Известные копии
На могиле генерал-майора Ф. И. Федоренко (1921-1996), командира 1-й партизанской бригады "Грозная" Северного соединения (1921-1996) на Троекуровском кладбище в Москве, стела на могиле выполнена в форме уменьшенной копии Партизанской шапки.
На могиле художника и партизана Крыма Э. М. Грабовецкого (1912-2007) в Нетании, Израиль, на могильной плите выполнена уменьшенная копия Партизанской шапки.